# Trinità (Italia)
Trinità (Trinità in piemontese) è un comune italiano di 2 266 abitanti della provincia di Cuneo in Piemonte.

## Storia
La prima datazione della presenza di Trinità è risalente al 1008: nei documenti della Chiesa di Asti si parla di un villaggio sorto alle porte dello scomparso monastero della Santa Trinità e San Michele Arcangelo. Altre citazioni su documenti del 1186 e del 1234 richiamano già la presenza di una "Villa".

### Simboli
Lo stemma civico è stato concesso da Emanuele Filiberto di Savoia con decreto del 15 aprile 1561:
(Decreto di Emanuele Filiberto del 15 aprile 1561)
Il gonfalone in uso è un drappo di azzurro.

## Monumenti e luoghi d'interesse
La piazza centrale è dominata dalla Torre Civica, un antico campanile terminante con una cuspide a piramide, e dalla chiesa della Santissima Trinità, opera dell'architetto doglianese Giovanni Battista Borra (1750), esempio di barocco piemontese. Entrambi questi edifici sono costruiti in laterizi.
Alle spalle della chiesa sorge il castello dei Conti Costa, situato nella parte alta della città, sulla "collina dei conti"; persa la sua originaria funzione, è divenuto un centro culturale, costituendo altresì un belvedere sull'arco alpino. Al di sotto si trova il parco Allea.
Trinità è un comune del Parco Fluviale Gesso-Stura; il territorio è interessato da diversi percorsi pedonali e ciclabili.

## Società

### Evoluzione demografica
Abitanti censiti

### Etnie e minoranze straniere
Secondo i dati Istat al 31 dicembre 2017, i cittadini stranieri residenti a Trinità sono 121, così suddivisi per nazionalità, elencando per le presenze più numerose:
1. Romania, 52
2. Marocco, 24

### Tradizioni e folclore
Il patrono di Trinità è San Giorgio, festeggiato in aprile. In autunno si svolge la fiera ed esposizione "Fera dij pocio e dij bigat.

## Geografia antropica
La popolazione è distribuita per un 50% nell'area urbana e per la restante metà nelle frazioni Bricco, Molini, Perucca, Savella e San Giovanni ed aree agricole perimetrali.
Il paese è suddiviso tradizionalmente in 4 quartieri:
- La Madonnina: nella zona di via Roma, è il quartiere commerciale del paese, raccogliendone la maggior parte delle attività commerciali.
- San Sebastiano: nella zona del Parco Allea, ha assunto una vocazione ricreativa.
- San Giorgio: è il quartiere sulla rocca di Trinità, a carattere prettamente residenziale. Vi si trova il Castello dei Conti Costa.
- San Giuseppe: è il quartiere più rurale del borgo, dove in passato vivevano gli allevatori e gli agricoltori.

## Infrastrutture e trasporti
Trinità è servita dalla ferrovia Torino-Fossano-Savona attraverso la fermata Trinità-Bene Vagienna: vi operano treni regionali con cadenza bioraria gestiti da Trenitalia nell'ambito del contratto di servizio stipulato con la Regione Piemonte.
Il paese è a lato della Strada statale 28 del Colle di Nava; fra il 1884 e il 1939 tale arteria era affiancata dal sedime della dismessa tranvia Fossano-Mondovì-Villanova, che a Trinità aveva una delle proprie stazioni. La strada provinciale 3, che da Cuneo porta ad Alba, attraversa il centro storico.

## Amministrazione
Di seguito è presentata una tabella relativa alle amministrazioni che si sono succedute in questo comune.
| Periodo        | Periodo        | Primo cittadino           | Partito                  | Carica  | Note   |
| -------------- | -------------- | ------------------------- | ------------------------ | ------- | ------ |
| 26 giugno 1985 | 6 giugno 1990  | Pier Franco Giordana      | Democrazia Cristiana     | Sindaco | [ 12 ] |
| 6 giugno 1990  | 24 aprile 1995 | Pier Franco Giordana      | Democrazia Cristiana     | Sindaco | [ 12 ] |
| 24 aprile 1995 | 14 giugno 1999 | Pier Franco Giordana      | -                        | Sindaco | [ 12 ] |
| 14 giugno 1999 | 14 giugno 2004 | Ernesta Zucco Brondin     | lista civica             | Sindaco | [ 12 ] |
| 14 giugno 2004 | 8 giugno 2009  | Ernesta Zucco In Brondino | lista civica             | Sindaco | [ 12 ] |
| 8 giugno 2009  | 26 maggio 2014 | Giuseppe Germanetti       | lista civica             | Sindaco | [ 12 ] |
| 26 maggio 2014 | 27 maggio 2019 | Ernesta Zucco             | lista civica Per Trinità | Sindaco | [ 12 ] |
| 27 maggio 2019 | in carica      | Ernesta Zucco             | lista civica Per Trinità | Sindaco |        |

### Gemellaggi
È gemellata con Petralia Sottana, in Sicilia.